# Karen Bratli
Karen Bratli (roz. Karen Inga Hansen 13. září 1859 Christiania – 19. února 1940 Moss) byla norská fotografka působící v Mossu.

## Životopis
Narodila se jako dcera celního úředníka Ingvalda Johana Hansena (1815–1888) a Birgitty Jahnsen. Jméno Bratli převzali po farmě, odkud pocházel její dědeček.
Dne 15. července 1891 otevřela fotografické studio na adrese Torvet v Mossu. Její otec Ingvald Johan Hansen zemřel v roce 1888 a kvůli špatným financím musela najít zdroj příjmů. Fotografování vyžadovalo malé investice, a snad proto si tuto profesi vybrala.
V roce 1893 koupila Karen Bratli archiv od fotografky Charlotty Abel, která také pracovala v Mossu. Fotografka Bratli žila v Mossu se svou sestrou Albertou Bratli (1862–1906). V roce 1900 Alberta také uvedla jako svou profesi fotografii. Existují fotografie označené K. Bratli, Skien, což naznačuje, že ve fotografování byla také aktivní.
Ateliér po ní převzal 1. dubna 1909 fotograf Heinrich Adolf Christel Theodor Bachmann. Provozoval společnost s označeními Bratlis Efterf. Th. Bachmann, případně Th. Bachmanns Fotografiske Atelier.
Dne 12. září 1909 si Karen Bratli vzala slévárenského mistra Antona Johannesene z Mossu a stále žili ve městě. Tato událost se kryje s časem, kdy opustila fotografii.

## Galerie

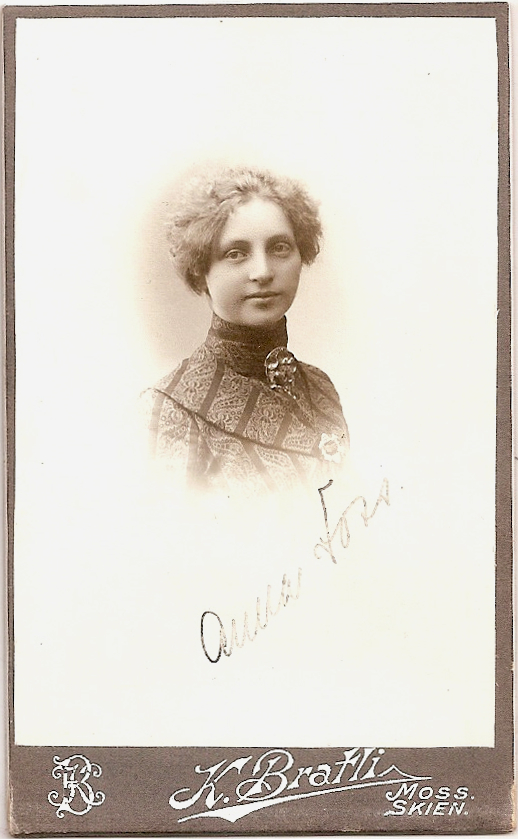
Anna Foss (Moss, Skien)
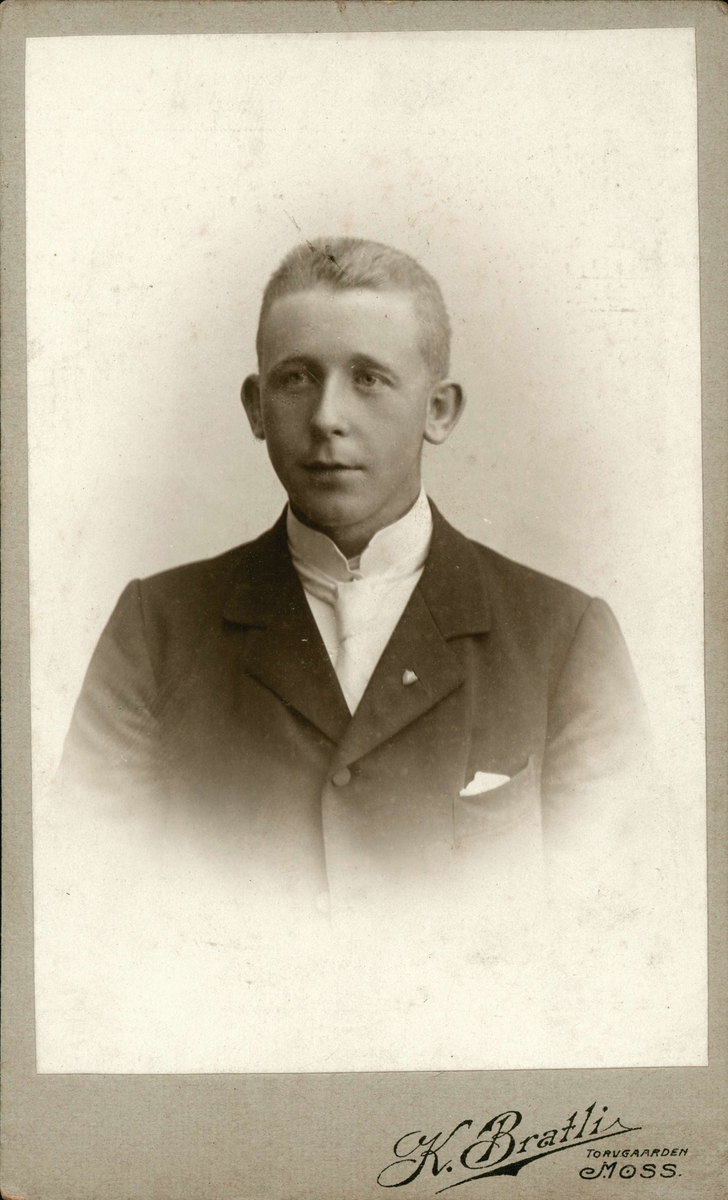
Neznámý muž, portrét, vizitka